# Aimee Bender
Aimee Bender (28 giugno 1969) è una scrittrice statunitense che vive a Los Angeles.
I suoi racconti sono stati pubblicati su prestigiose riviste letterarie come Paris Review e Granta.

## Biografia
Ha esordito nel 1998 con una raccolta di novelle che ha avuto grande successo negli Stati Uniti, The Girl in the Flammable Skirt, pubblicata in Italia nel 2002 da Einaudi con il titolo Grida il mio nome, e ripubblicata da Minimum Fax nel 2012 nella nuova traduzione di Martina Testa con il titolo "La ragazza con la gonna in fiamme". 
Ha scritto anche due romanzi, Un segno invisibile e mio, che ha ricevuto consensi unanimi dalla critica americana (il Los Angeles Times lo ha incluso fra i migliori libri del 2000), e "L'inconfondibile tristezza della torta del limone" nel 2010. E nel 2006, la raccolta di racconti Creature ostinate, tutti pubblicati in Italia da Minimum Fax.

## Opere
In Italia tutte le sue opere principali sono state pubblicate:
- Grida il mio nome (The Girl in the Flammable Skirt, 1998), Einaudi, 2002; La ragazza con la gonna in fiamme, Minimum Fax, 2012
- Il protagonista, racconto incluso nell'antologia italiana Burned Children of America, 2001, Minimum Fax
- Un segno invisibile e mio (An Invisible Sign of My Own, 2001), Minimum Fax, 2002
- Creature ostinate (Willful Creatures, 2006), Minimum Fax, 2006
- L'inconfondibile tristezza della torta al limone (The Particular Sadness of Lemon Cake, 2010), Minimum Fax, 2011
- La maestra dei colori (The Color Master, 2013), Minimum Fax, 2014
- La notte delle farfalle (The Butterfly Lampshade, 2020), Minimum Fax, 2021